# Diocesi di Dinajpur
La diocesi di Dinajpur (in latino Dioecesis Dinaipurensis) è una sede della Chiesa cattolica in Bangladesh suffraganea dell'arcidiocesi di Dacca. Nel 2023 contava 73.012 battezzati su 19.284.000 abitanti. È retta dal vescovo Sebastian Tudu.

## Territorio
La diocesi comprende la divisione di Rangpur (istituita nel gennaio 2010) nel nord-ovest del Bangladesh.
Sede vescovile è la città di Dinajpur, dove si trova la cattedrale di San Francesco Saverio.
Il territorio si estende su 16.330 km² ed è suddiviso in 18 parrocchie.

## Storia
La diocesi è stata eretta il 25 maggio 1927 con il breve Supremi Apostolatus di papa Pio XI, ricavandone il territorio dalla diocesi di Krishnagar.
Il 17 gennaio 1952 ha ceduto le porzioni di territorio che si trovavano in India a vantaggio dell'erezione della prefettura apostolica di Malda (oggi diocesi di Dumka) e della diocesi di Jalpaiguri.
Il 21 maggio 1990 ha ceduto un'altra porzione di territorio a vantaggio dell'erezione della diocesi di Rajshahi.
Nella diocesi si sono verificati episodi violenti di intolleranza contro la minoranza cattolica.

## Cronotassi dei vescovi
Si omettono i periodi di sede vacante non superiori ai 2 anni o non storicamente accertati.
- Santino Taveggia, P.I.M.E. † (18 giugno 1927 - 2 giugno 1928 deceduto)
- Giovanni Battista Anselmo, P.I.M.E. † (7 febbraio 1929 - 16 ottobre 1947 dimesso[2])
- Joseph Obert, P.I.M.E. † (9 dicembre 1948 - 5 settembre 1968 ritirato[3])
- Michael Rozario † (5 settembre 1968 - 17 dicembre 1977 nominato arcivescovo di Dacca)
- Theotonius Gomes, C.S.C. (19 dicembre 1978 - 23 febbraio 1996 nominato vescovo ausiliare di Dacca[4])
- Moses Costa, C.S.C. † (5 luglio 1996 - 6 aprile 2011 nominato vescovo di Chittagong)
- Sebastian Tudu, dal 29 ottobre 2011

## Statistiche
La diocesi nel 2023 su una popolazione di 19.284.000 persone contava 73.012 battezzati, corrispondenti allo 0,4% del totale.
| anno | popolazione | popolazione | popolazione | presbiteri | presbiteri | presbiteri | presbiteri                | diaconi | religiosi | religiosi | parrocchie |
| anno | battezzati  | totale      | %           | numero     | secolari   | regolari   | battezzati per presbitero | diaconi | uomini    | donne     | parrocchie |
| ---- | ----------- | ----------- | ----------- | ---------- | ---------- | ---------- | ------------------------- | ------- | --------- | --------- | ---------- |
| 1950 | 35.510      | 9.776.134   | 0,4         | 41         | 8          | 33         | 866                       |         | 4         | 24        | 17         |
| 1970 | 24.537      | 15.800.000  | 0,2         | 28         | 1          | 27         | 876                       |         | 32        | 60        | 15         |
| 1980 | 38.112      | 19.843.382  | 0,2         | 36         | 6          | 30         | 1.058                     |         | 38        | 99        |            |
| 1990 | 48.000      | 23.700.000  | 0,2         | 53         | 21         | 32         | 905                       |         | 35        | 152       |            |
| 1999 | 38.924      | 15.152.000  | 0,3         | 38         | 21         | 17         | 1.024                     |         | 21        | 109       | 13         |
| 2000 | 39.374      | 15.157.600  | 0,3         | 38         | 23         | 15         | 1.036                     |         | 19        | 108       | 13         |
| 2001 | 39.695      | 15.162.932  | 0,3         | 41         | 25         | 16         | 968                       |         | 26        | 118       | 13         |
| 2002 | 40.138      | 15.165.303  | 0,3         | 43         | 23         | 20         | 933                       |         | 30        | 124       | 13         |
| 2003 | 39.520      | 15.175.000  | 0,3         | 47         | 23         | 24         | 840                       |         | 38        | 135       | 13         |
| 2004 | 39.818      | 15.182.604  | 0,3         | 40         | 21         | 19         | 995                       |         | 32        | 138       | 13         |
| 2006 | 41.867      | 15.196.607  | 0,3         | 41         | 25         | 16         | 1.021                     |         | 33        | 142       | 22         |
| 2013 | 54.082      | 16.827.061  | 0,3         | 59         | 32         | 27         | 916                       |         | 44        | 231       | 16         |
| 2016 | 58.647      | 17.784.960  | 0,3         | 53         | 30         | 23         | 1.106                     |         | 42        | 150       | 16         |
| 2019 | 62.082      | 18.448.215  | 0,3         | 50         | 32         | 18         | 1.241                     |         | 36        | 171       | 17         |
| 2021 | 63.840      | 18.941.479  | 0,3         | 49         | 32         | 17         | 1.302                     |         | 35        | 158       | 18         |
| 2023 | 73.012      | 19.284.000  | 0,4         | 54         | 37         | 17         | 1.352                     |         | 33        | 152       | 18         |